# Élections municipales liechtensteinoises de 2011
Les élections municipales liechtensteinoises de 2011 ont eu lieu le 20 février 2011.

## Résultats

### Résultats nationaux
| Parti                     | Parti                           | Voix    | %    | +/- | Sièges | +/-           | Maires | +/-           |
| ------------------------- | ------------------------------- | ------- | ---- | --- | ------ | ------------- | ------ | ------------- |
|                           | Parti progressiste des citoyens | 70 317  | 45,8 | 0,5 | 59     | 1             | 5      | 2             |
|                           | Union patriotique               | 70 399  | 45,9 | 1,6 | 52     | en stagnation | 6      | 2             |
|                           | Liste libre                     | 11 758  | 7,7  | 1,7 | 6      | 1             | 0      | en stagnation |
|                           | Indépendants                    | 892     | 0,6  |     | 0      |               | 0      |               |
| Total des voix            | Total des voix                  | 153 366 | 100  | -   | 117    | en stagnation | 11     | en stagnation |
|                           |                                 |         |      |     |        |               |        |               |
| Votes valides             | Votes valides                   | 15 551  | 94,1 |     |        |               |        |               |
| Votes blancs et invalides | Votes blancs et invalides       | 919     | 5,9  |     |        |               |        |               |
| Total des votes           | Total des votes                 | 16 470  | 100  |     |        |               |        |               |
| Abstentions               | Abstentions                     | 2 332   | 12,4 |     |        |               |        |               |
| Inscrits / participation  | Inscrits / participation        | 18 802  | 82,6 |     |        |               |        |               |

### Maires
| Commune      | Maire sortant   | Parti    | Parti    | Maire élu       | Parti    | Parti    |
| Oberland     | Oberland        | Oberland | Oberland | Oberland        | Oberland | Oberland |
| ------------ | --------------- | -------- | -------- | --------------- | -------- | -------- |
| Vaduz        | Ewald Ospelt    |          | FBP      | Ewald Ospelt    |          | FBP      |
| Balzers      | Anton Eberle    |          | FBP      | Arthur Brunhart |          | VU       |
| Planken      | Rainer Beck     |          | VU       | Rainer Beck     |          | VU       |
| Schaan       | Daniel Hilti    |          | VU       | Daniel Hilti    |          | VU       |
| Triesen      | Günter Mahl     |          | FBP      | Günter Mahl     |          | FBP      |
| Triesenberg  | Hubert Sele     |          | VU       | Hubert Sele     |          | VU       |
| Unterland    |                 |          |          |                 |          |          |
| Eschen       | Gregor Ott      |          | FBP      | Günther Kranz   |          | VU       |
| Gamprin      | Donath Oehri    |          | VU       | Donath Oehri    |          | VU       |
| Mauren       | Freddy Kaiser   |          | FBP      | Freddy Kaiser   |          | FBP      |
| Ruggell      | Ernst Büchel    |          | FBP      | Ernst Büchel    |          | FBP      |
| Schellenberg | Norman Wohlwend |          | FBP      | Norman Wohlwend |          | FBP      |

### Conseils Communaux
|              |    |    |   |   |     |  |  |  |  |
| Oberland     |    |    |   |   |     |  |  |  |  |
| Vaduz        | 7  | 5  | 1 | - | 13  |  |  |  |  |
| Balzers      | 6  | 6  | 1 | - | 13  |  |  |  |  |
| Planken      | 4  | 3  | - | - | 7   |  |  |  |  |
| Schaan       | 6  | 6  | 1 | - | 13  |  |  |  |  |
| Triesen      | 5  | 5  | 1 | - | 11  |  |  |  |  |
| Triesenberg  | 5  | 6  | - | - | 11  |  |  |  |  |
| Unterland    |    |    |   |   |     |  |  |  |  |
| Eschen       | 5  | 6  | - | 0 | 11  |  |  |  |  |
| Gamprin      | 4  | 5  | - | - | 9   |  |  |  |  |
| Mauren       | 7  | 3  | 1 | - | 11  |  |  |  |  |
| Ruggell      | 5  | 4  | - | - | 9   |  |  |  |  |
| Schellenberg | 5  | 3  | 1 | - | 9   |  |  |  |  |
|              |    |    |   |   |     |  |  |  |  |
| Total        | 59 | 52 | 6 | 0 | 117 |  |  |  |  |

## Résultats détaillés

### Oberland

#### Vaduz
Ewald Ospelt (Parti progressiste des citoyens) est réélu maire 
Participation : 79,1 %
| Parti                             | Parti                           | Voix   | %      | +/- | Sièges | +/- |
| --------------------------------- | ------------------------------- | ------ | ------ | --- | ------ | --- |
|                                   | Parti progressiste des citoyens | 11 484 | 50,5 % | 1,8 | 7      | 1   |
|                                   | Union patriotique               | 9 481  | 41,7 % | 0,4 | 5      | 1   |
|                                   | Liste libre                     | 1 763  | 7,8 %  | 1,5 | 1      | 0   |
| Source : Ministère de l'Intérieur |                                 |        |        |     |        |     |

#### Balzers
Arthur Brunhart (Union patriotique) est élu maire 
Participation : 83,8 %
| Parti                             | Parti                           | Voix   | %      | +/- | Sièges | +/- |
| --------------------------------- | ------------------------------- | ------ | ------ | --- | ------ | --- |
|                                   | Union patriotique               | 11 655 | 48,5 % | 0,8 | 6      | 1   |
|                                   | Parti progressiste des citoyens | 9 976  | 41,5 % | 1,0 | 6      | 1   |
|                                   | Liste libre                     | 2 417  | 10,1 % | 1,7 | 1      | 0   |
| Source : Ministère de l'Intérieur |                                 |        |        |     |        |     |

#### Planken
Rainer Beck (Union patriotique) est réélu maire 
Participation : 88,6 %
| Parti                             | Parti                           | Voix | %      | +/-  | Sièges | +/- |
| --------------------------------- | ------------------------------- | ---- | ------ | ---- | ------ | --- |
|                                   | Parti progressiste des citoyens | 733  | 59,3 % | 13,2 | 4      | 1   |
|                                   | Union patriotique               | 503  | 40,7 % | 4,3  | 3      | 0   |
| Source : Ministère de l'Intérieur |                                 |      |        |      |        |     |

#### Schaan
Daniel Hilti (Union patriotique) est réélu maire 
Participation : 81,0 %
| Parti                             | Parti                           | Voix   | %      | +/- | Sièges | +/- |
| --------------------------------- | ------------------------------- | ------ | ------ | --- | ------ | --- |
|                                   | Union patriotique               | 12 221 | 46,9 % | 0,2 | 6      | 0   |
|                                   | Parti progressiste des citoyens | 10 673 | 41,0 % | 0,9 | 6      | 0   |
|                                   | Liste libre                     | 3 158  | 12,1 % | 0,7 | 1      | 0   |
| Source : Ministère de l'Intérieur |                                 |        |        |     |        |     |

#### Triesen
Günter Mahl (Parti progressiste des citoyens) est réélu maire 
Participation : 77,4 %
| Parti                             | Parti                           | Voix  | %      | +/- | Sièges | +/- |
| --------------------------------- | ------------------------------- | ----- | ------ | --- | ------ | --- |
|                                   | Parti progressiste des citoyens | 8 447 | 48,9 % | 2,6 | 5      | 0   |
|                                   | Union patriotique               | 7 380 | 42,7 % | 2,3 | 5      | 0   |
|                                   | Liste libre                     | 1 463 | 8,5 %  | 0,2 | 1      | 0   |
| Source : Ministère de l'Intérieur |                                 |       |        |     |        |     |

#### Triesenberg
Hubert Sele (Union patriotique) est réélu maire 
Participation : 86,7 %
| Parti                             | Parti                           | Voix  | %      | +/- | Sièges | +/- |
| --------------------------------- | ------------------------------- | ----- | ------ | --- | ------ | --- |
|                                   | Union patriotique               | 7 360 | 54,0 % | 2,2 | 6      | 0   |
|                                   | Parti progressiste des citoyens | 5 398 | 39,6 % | 3,0 | 5      | 0   |
|                                   | Liste libre                     | 872   | 6,4 %  | 0,7 | 0      | 0   |
| Source : Ministère de l'Intérieur |                                 |       |        |     |        |     |

### Unterland

#### Eschen
Günther Kranz (Union patriotique) est élu maire 
Participation : 84,4 %
| Parti                             | Parti                           | Voix  | %      | +/- | Sièges | +/- |
| --------------------------------- | ------------------------------- | ----- | ------ | --- | ------ | --- |
|                                   | Union patriotique               | 9 485 | 55,5 % | 9,0 | 6      | 1   |
|                                   | Parti progressiste des citoyens | 6 703 | 39,2 % | 5,3 | 5      | 0   |
|                                   | Indépendants                    | 892   | 5,2 %  |     | 0      |     |
| Source : Ministère de l'Intérieur |                                 |       |        |     |        |     |

#### Gamprin
Donath Oehri (Union patriotique) est réélu maire 
Participation : 89,7 %
| Parti                             | Parti                           | Voix  | %      | +/- | Sièges | +/- |
| --------------------------------- | ------------------------------- | ----- | ------ | --- | ------ | --- |
|                                   | Union patriotique               | 2 974 | 51,3 % | 7,1 | 5      | 1   |
|                                   | Parti progressiste des citoyens | 2 826 | 48,7 % | 7,1 | 4      | 1   |
| Source : Ministère de l'Intérieur |                                 |       |        |     |        |     |

#### Mauren
Freddy Kaiser (Parti progressiste des citoyens) est réélu maire 
Participation : 84,3 %
| Parti                             | Parti                           | Voix  | %      | +/- | Sièges | +/- |
| --------------------------------- | ------------------------------- | ----- | ------ | --- | ------ | --- |
|                                   | Parti progressiste des citoyens | 8 490 | 57,4 % | 1,3 | 7      | 0   |
|                                   | Union patriotique               | 4 643 | 31,4 % | 1,5 | 3      | 0   |
|                                   | Liste libre                     | 1 657 | 11,2 % | 2,8 | 1      | 0   |
| Source : Ministère de l'Intérieur |                                 |       |        |     |        |     |

#### Ruggell
Ernst Büchel (Parti progressiste des citoyens) est réélu maire 
Participation : 84,3 %
| Parti                             | Parti                           | Voix  | %      | +/- | Sièges | +/- |
| --------------------------------- | ------------------------------- | ----- | ------ | --- | ------ | --- |
|                                   | Parti progressiste des citoyens | 3 543 | 50,7 % | 4,4 | 5      | 0   |
|                                   | Union patriotique               | 3 441 | 49,3 % | 4,4 | 4      | 0   |
| Source : Ministère de l'Intérieur |                                 |       |        |     |        |     |

#### Schellenberg
Norman Wohlwend (Parti progressiste des citoyens) est réélu maire 
Participation : 86,3 %
| Parti                             | Parti                           | Voix  | %      | +/- | Sièges | +/- |
| --------------------------------- | ------------------------------- | ----- | ------ | --- | ------ | --- |
|                                   | Parti progressiste des citoyens | 2 044 | 54,8 % | 1,9 | 5      | 1   |
|                                   | Union patriotique               | 1 256 | 33,7 % | 0,2 | 3      | 0   |
|                                   | Liste libre                     | 428   | 11,5 % | 1,8 | 1      | 1   |
| Source : Ministère de l'Intérieur |                                 |       |        |     |        |     |